# Museo de Artes Visuales
El Museo de Artes Visuales (MAVI UC) se encuentra ubicado a un costado del Museo Arqueológico de Santiago, en la Plaza Mulato Gil de Castro, en el Barrio Lastarria de la ciudad de Santiago, Chile.

## Historia
El museo tiene sus orígenes en una muestra itineraria por Europa realizada entre 1994 y 1998 de obras plásticas chilenas, pertenecientes a la colección de Manuel Santa Cruz y Hugo Yaconi. En 1999, los fundadores deciden crear un museo para albergar la colección, el cual fue diseñado por Cristián Undurraga y Ana Luisa Devés.
En 2001 el museo abrió sus puertas con una colección de 650 obras de más de 300 artistas chilenos.
En enero de 2021, la Pontificia Universidad Católica de Chile y la Fundación Cultural Plaza Mulato Gil de Castro establecieron la Fundación MAVI UC con el objetivo de potenciar el Museo de Artes Visuales, que pasó a denominarse MAVI UC. Tras un año de trabajo interno, la presentación oficial de MAVI UC tuvo lugar en abril de 2022.

## Descripción
Cada año, el Comité Curatorial del Museo de Artes Visuales MAVI UC selecciona aproximadamente diez propuestas de exposición presentadas por artistas nacionales. 

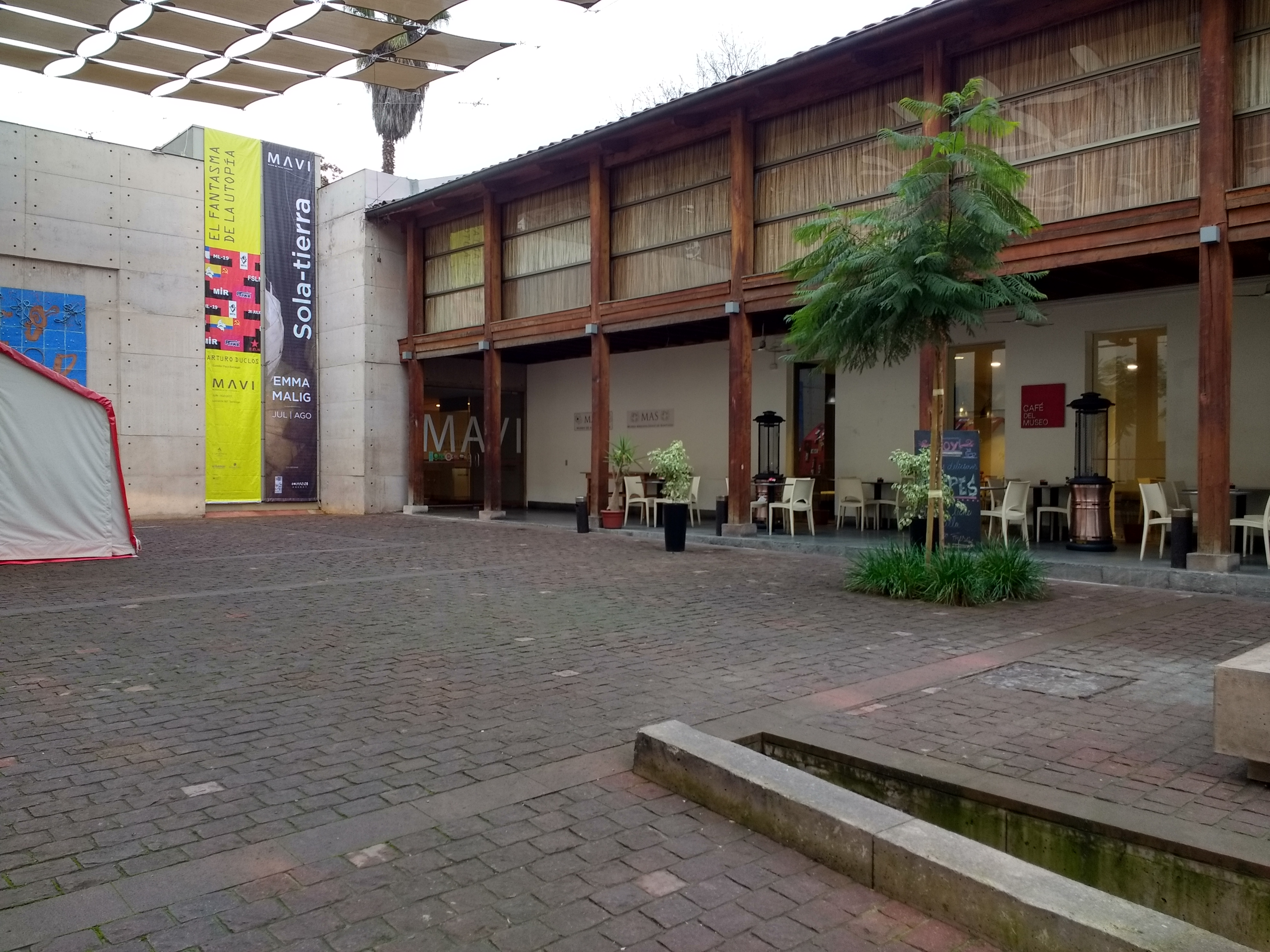
Museo de Artes Visuales (MAVI UC)

En su programación, destaca la exhibición del Premio MAVI UC, que se ha llevado a cabo desde 2006. La infraestructura del museo, cuidadosamente diseñada, alberga exposiciones de arte contemporáneo distribuidas en seis salas.
Desde 2018, también ofrece la Beca Fundación Actual MAVI para artistas en etapas intermedias de su carrera. El MAVI alberga la Sala MAS (Museo Arqueológico de Santiago), donde se exhibe una colección de objetos arqueológicos y etnográficos en diálogo con el arte contemporáneo. 
Esta sala tiene sus orígenes en 1981, cuando se fundó el Museo Arqueológico de Santiago con una colección que supera las tres mil piezas, donadas por los fundadores del MAVI. En 2011, se decidió transferir esta colección al Museo Chileno de Arte Precolombino, mostrando solo una parte en la Sala MAS.

## Educación
El museo organiza diversas actividades educativas en tres líneas programáticas: Museo + Comunidad, Museo + Inclusión, y Museo + Escuela.

### Museo + Comunidad
El Museo de Artes Visuales de la Universidad Católica (MAVI UC) desarrolla el programa "Museo + Comunidad" como una iniciativa estratégica del Área de Educación e Inclusión. Este programa busca acercar las artes visuales a diversos segmentos de la población mediante recursos y actividades especializadas.
El programa se caracteriza por su enfoque inclusivo y diversificado, diseñando propuestas adaptadas a diferentes públicos. Entre sus iniciativas más destacadas se encuentran:
- "Té para el arte": un programa dirigido específicamente a personas mayores, que facilita su acercamiento a las expresiones artísticas contemporáneas.
- Talleres emergentes: actividades vinculadas a cada exposición, abiertas al público general y diseñadas para promover la comprensión y el diálogo en torno al arte.
- Mediación en redes sociales: iniciada en 2022 bajo el nombre "Arte en diálogo", esta línea busca ampliar el alcance del museo mediante plataformas digitales.
- Talleres infantiles y juveniles: durante períodos vacacionales de invierno y verano, el museo ofrece talleres de arte contemporáneo para niños, niñas y jóvenes, con especial énfasis en los vecinos del sector.

Un componente significativo del programa son los Cuadernos de actividades y los videos de conversación con artistas. Originalmente concebidos como recursos pedagógicos para docentes, estos materiales se han expandido para ser accesibles a toda la comunidad.

### Museo + Escuela
"Museo + Escuela" es una iniciativa educativa del Área de Educación e Inclusión del MAVI UC que busca fortalecer los vínculos entre el museo y el sistema educativo. Mediante el denominado "Modelo Interfaz", el programa desarrolla estrategias de intervención cultural que conectan arte y educación, dirigidas principalmente a estudiantes y docentes de establecimientos escolares y universitarios.
Las actividades del programa incluyen visitas mediadas, jornadas especializadas como la Semana de la Educación Artística y la Semana de las Artes Visuales, además del taller Punto de Encuentro, que proporciona herramientas pedagógicas para abordar el arte contemporáneo.

### Museo + Inclusión
El programa ha implementado diversas estrategias de accesibilidad, desarrollando herramientas y metodologías que permiten una atención integral a visitantes con diferentes capacidades. Entre sus principales logros se encuentran la creación de audiodescripciones de obras disponibles en Spotify y videos con interpretación en Lengua de Señas Chilena (LSCh) en su canal de YouTube.
La infraestructura del museo también ha sido adaptada para garantizar la accesibilidad, incorporando ascensores y rampas que facilitan el desplazamiento de personas con movilidad reducida.

## Barrio Arte

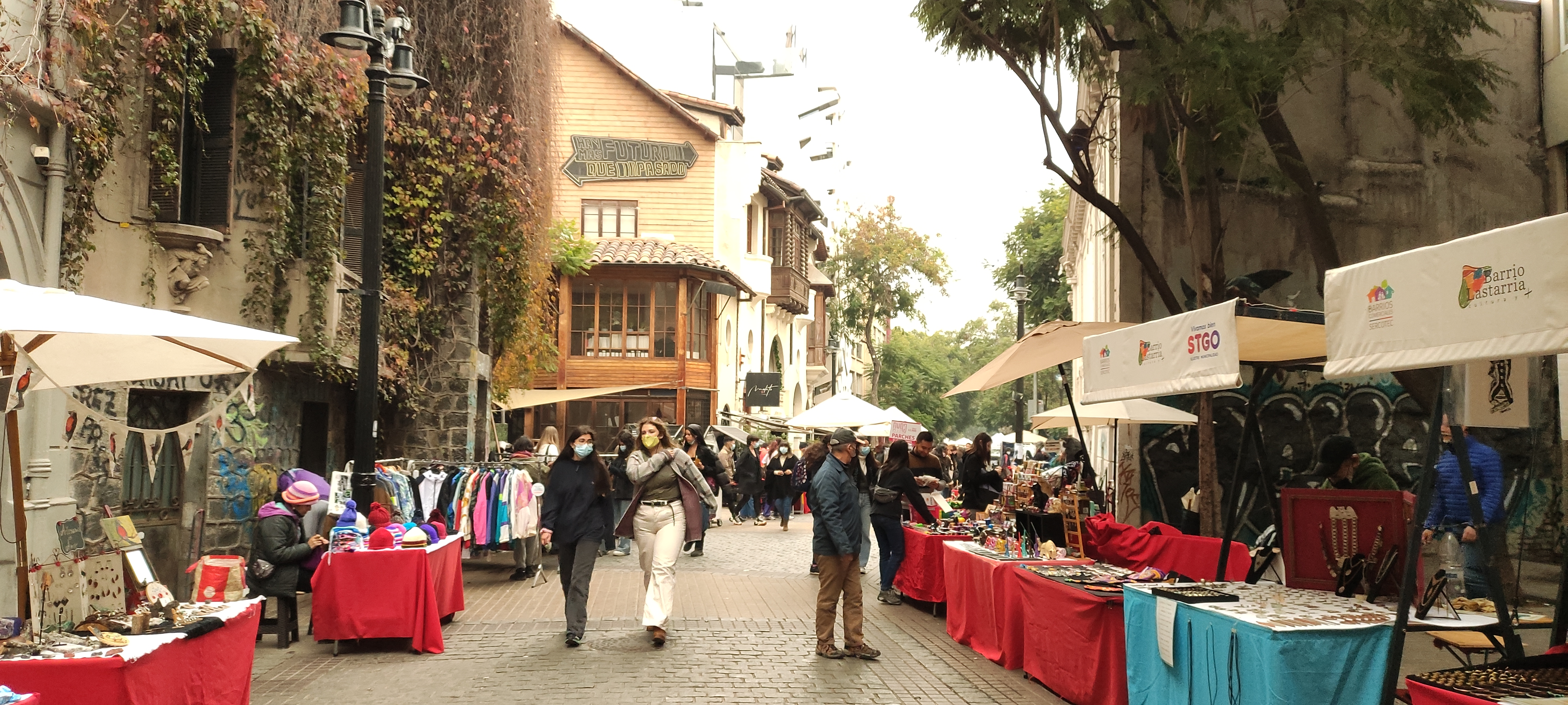
Barrio Lastarria

La alianza cultural Barrio Arte es impulsada por el Centro Gabriela Mistral (GAM), el Museo de Artes Visuales (MAVI UC), el Museo Nacional de Bellas Artes (MNBA) y el Museo de Arte Contemporáneo (MAC), junto a otros espacios culturales situados en los barrios Lastarria, Forestal y Bellas Artes, en el corazón de Santiago de Chile.
Con la convicción de que el bienestar integral se logra fortaleciendo el sentido de pertenencia y la valoración del patrimonio humano y urbano, esta alianza cultural organiza encuentros periódicos con la comunidad que habita y visita esta zona del centro de la capital. 
En este entorno se encuentran museos, galerías, teatros, librerías, cines y una variada oferta gastronómica, además de dos emblemáticos espacios verdes: el cerro Huelén (Santa Lucía) y el Parque Forestal.

## Directorio
- Ignacio Sánchez Díaz: Presidente.
- Juan Manuel Santa Cruz Munizaga: Vicepresidente.
- Luis Ignacio Binimelis Yaconi: Secretario.
- Patricio Donoso Ibáñez: Tesorero.
- Ana María Yaconi Santa Cruz: Directora.
- Alejandra Bendel Manríquez: Directora.
- Cristián Undurraga Saavedra: Director.